# فاسيليس بابادوبولوس
فاسيليس بابادوبولوس هو لاعب كرة قدم يوناني في مركز الهجوم، ولد في 28 يناير 1995 في كافالا في اليونان. شارك مع منتخب اليونان تحت 17 سنة لكرة القدم. أما مع النوادي، فقد لعب مع نادي باوك.

## وصلات خارجية
- فاسيليس بابادوبولوس على موقع الاتحاد الأوربي (الإنجليزية)
- فاسيليس بابادوبولوس على موقع قاعدة بيانات كرة القدم.إي يو (الإنجليزية)
- فاسيليس بابادوبولوس على موقع AS.com (الإسبانية)